# Rebecca Kiessling
Rebecca Kiessling (Míchigan, 22 de julio de 1969) es una activista y abogada provida estadounidense. Su defensa se centra en acabar con el aborto, especialmente en el caso de la violación. 

## Biografía

### Infancia y juventud
Durante la década de sesenta, su madre fue violada a punta de navaja y quedó embarazada después del asalto. Tras consultar que salidas tenía, le informaron que existía la posibilidad de realizar un aborto en clínicas clandestinas, ya que según la ley de Míchigan en ese momento, la realización de un aborto era ilegal, y habría sido costoso acudir a un médico legal. Sin embargo, se le impidió realizar el aborto a causa de la insalubridad del lugar. Después de dar a luz a Kiessling, su madre la entregó en adopción
A los diecinueve años, Kiessling se reunió con su madre biológica, Joann, quien le había dicho a Kiessling que su padre biológico era un violador en serie, a quien describió como un "caucásico y de complexión grande". Además, le dijo a Kiessling que si el aborto hubiera sido legal en el momento en que ella se quedó embarazada de Kiessling, ella habría abortado. Pero seis años más tarde, la madre de Kiessling se retractó de esto y dijo que estaba contenta de que su hija hubiera nacido.
Rebecca fue criada en Detroit por una familia judía y tuvo su Bat Mitzvah como una adolescente judía. Se graduó de la facultad de Derecho a los veintitrés años.

## Activismo Provida
Kiessling se involucró con el movimiento provida tras descubrir que fue concebida por una violación y estuvo a punto de ser abortada por su madre biológica. Ella describió la experiencia cercana al aborto de su madre como su "experiencia cercana a la muerte que cambia la vida". Desde entonces, ha abogado por restricciones al aborto, incluso en casos de violación e incesto. Kiessling fundó "Save The 1", una organización provida que sirve como un ayuda para las mujeres que optaron por rechazar el aborto a pesar de estar embarazadas de una violación. También se trabaja como cofundadora de "Hope After Rape Conception" y "Embryo Defense".
Kiessling ha criticado las legislaciones en contra del aborto que no incluyen una excepción de violación, citando su experiencia personal. Tales incluyen la Enmienda Hyde que prohíbe el financiamiento de los contribuyentes sobre el aborto, y la Ley de Cuidado de Salud a Bajo Precio que ha descrito como "una broma que no tiene peso". También criticó al representante republicano de Nueva Jersey Chris Smith por presentar la Ley de financiación del aborto no contribuyente, y al senador Rick Santorum por haber referido a niños concebidos por violación como un "regalo de Dios" en una de sus campañas presidenciales en 2012. También condenó al entonces tesorero estatal de Indiana, Richard Mourdock, por afirmar que la violación en el contexto del aborto es "algo que Dios tenía la intención de que sucediera". Mourdock aclaró haber sido malinterpretado al día siguiente que hizo esta declaración.
En marzo de 2017, habló por el grupo provida irlandés Defensa Juvenil en la Asamblea de Ciudadanos, que estaba debatiendo la prohibición constitucional de Irlanda sobre el aborto. En octubre de 2017, Kiessling representó a la mujer que fue atacada por Christopher Mirasolo.

## Vida personal
Kiessling se casó en 1998 con Robert Kiessling. Tienen cinco hijos: tres hijas biológicas llamadas Carina, Coralie y Contessa; y dos hijos adoptados, Caleb y Kyler. Inicialmente criada en la fe judía, Kiessling se convirtió al cristianismo a los veintitrés años. Un amigo la invitó a asistir a Misa, en un momento en el que ella acababa de sufrir violencia doméstica de su novio, que había sido compañero suyo en la facultad de Derecho.